# العلاقات الجنوب إفريقية الليختنشتانية
العلاقات الجنوب أفريقية الليختنشتانية هي العلاقات الثنائية التي تجمع بين جنوب أفريقيا وليختنشتاين.

## مقارنة بين البلدين
هذه مقارنة عامة ومرجعية للدولتين:
| وجه المقارنة                                              | جنوب أفريقيا | ليختنشتاين                                 |
| --------------------------------------------------------- | --- | ------------------------------------------ |
| المساحة (كم2)                                             | 1.22 مليون | 16                                         |
| عدد السكان (نسمة)                                         | 57.73 مليون | 37.47 ألف                                  |
| الكثافة السكانية (ن./كم²)                                 | 47.32 | 234.19 ألف                                 |
| العاصمة                                                   | بريتوريا، بلومفونتين، كيب تاون | فادوتس                                     |
| اللغة الرسمية                                             | لغة إنجليزية، اللغة الأفريقانية، اللغة النديبلي الجنوبية، اللغة السوثو الشمالية، اللغة السوتية، لغة سوازي، اللغة التسونجا، اللغة التسوانية، اللغة الفيندية، اللغة الكوسية، اللغة الزولوية | اللغة الألمانية                            |
| العملة                                                    | راند جنوب أفريقي | فرنك سويسري                                |
| الناتج المحلي الإجمالي (بليون دولار)                      | 349.42 مليار | 6.29 مليار                                 |
| الناتج المحلي الإجمالي (تعادل القوة الشرائية) بليون دولار | 725.91 مليار |                                            |
| الناتج المحلي الإجمالي الاسمي للفرد دولار أمريكي          | 5.72 ألف |                                            |
| الناتج المحلي الإجمالي للفرد دولار أمريكي                 | 13.05 ألف |                                            |
| مؤشر التنمية البشرية                                      | 0.666 | 0.908                                      |
| رمز المكالمات الدولي                                      | +27 | +423                                       |
| رمز الإنترنت                                              | .za | .li                                        |
| المنطقة الزمنية                                           | ت ع م+02:00، أفريقيا/جوهانسبرغ ‏ | توقيت وسط أوروبا، ت ع م+01:00، ت ع م+02:00 |

## منظمات دولية مشتركة
يشترك البلدان في عضوية مجموعة من المنظمات الدولية، منها:
| علم المنظمة | اسم المنظمة                   | تاريخ انضمام جنوب أفريقيا | تاريخ انضمام ليختنشتاين |
| ----------- | ----------------------------- | ------------------------- | ----------------------- |
|             | الاتحاد البريدي العالمي       | ?                         | ?                       |
|             | الاتحاد الدولي للاتصالات      | 1910                      | 25 يوليو 1963           |
|             | منظمة حظر الأسلحة الكيميائية  | ?                         | ?                       |
|             | منظمة التجارة العالمية        | 1995                      | ?                       |
|             | منظمة الشرطة الجنائية الدولية | ?                         | ?                       |
|             | الأمم المتحدة                 | 7 نوفمبر 1945             | 18 سبتمبر 1990          |

## وصلات خارجية
- موقع وزارة الخارجية الجنوب أفريقية